# ایوا اکوال
ایوا مونیکا آنا اکوال جانسون، (به انگلیسی: Eva Mónica Anna Ekvall Johnson)، (زاده ۱۵ مارچ ۱۹۸۳- درگذشته ۱۷ دسامبر ۲۰۱۱) گوینده اخبار تلویزیون، نویسنده، مانکن و دوشیزه ونزوئلا در سال ۲۰۰۰ بوده‌است.

ایوا اکوال در کاراکاس زاده شده، دوران کودکی خود را در ایالات متحده و ونزوئلا گذارند. پدر وی یک امریکایی با اصلیتی سوئدی- مجارستانی بود که از ۱۹۸۰ در ونزوئلا زندگی می‌کرد.

در سال ۲۰۰۰ در سن هفده سالگی، دوشیزه ونزوئلا شد و در سال بعد سومین نفر در مراسم دوشیزه جهان گشت. به عنوان یک فرد بودایی وی نخستین زنی بود که در ونزوئلا به عنوان دوشیزه ونزوئلا برگزیده گشت.
وی در اثر سرطان سینه در سال ۲۰۱۱ درگذشت.